# Peter Szor
Peter Szor (ungarisch Szőr Péter; * 1970 in Balatonfüred; † 12. November 2013) war ein ungarischer Computerviren-Analytiker.
Peter Szor war Mitarbeiter von F-Secure. Als Autor des Buches The Art of Computer Virus Research and Defense erlangte er Aufmerksamkeit. Seine Analyse-Schwerpunkte legte er hauptsächlich auf metamorphe Viren. Szor war auch Mitarbeiter von Virus Bulletin, einer Zeitschrift und Website, die sich mit Malware, Viren sowie Spam-Analysen und der damit zusammenhängenden Forschung auseinandersetzt.
Er arbeitete an Suchmaschinen der Antivirenprogrammhersteller F-PROT, Kaspersky Lab, Norton AntiVirus sowie McAfee mit. Zwischen 1990 und 1995 realisierte er in Ungarn sein eigenes Antivirenprogramm Pasteur (AVP: Anti Virus Pasteur).
Im September 2000 hielt Szor die Eröffnungsansprache der jährlichen Konferenz des Virus Bulletin über Angriffe auf Win32 – Teil II.
Peter Szor wurde in seiner ungarischen Heimat beerdigt.

## Publikationen
- Peter Szor: The Art of Computer Virus Research and Defense Addison-Wesley Longman, Amsterdam 2005, ISBN 0-321-30454-3.